# سام بيك
سام بيك (بالإنجليزية: Sam Bick)‏ هو لاعب كرة قدم أمريكي في مركز الوسط، ولد في 30 يناير 1955 في سانت لويس في الولايات المتحدة. شارك مع منتخب الولايات المتحدة لكرة القدم. أما مع النوادي، فقد لعب مع سان خوزيه إيرث كويكس.

## وصلات خارجية
- سام بيك على موقع قاعدة بيانات كرة القدم.إي يو (الإنجليزية)
- سام بيك على موقع عالم كرة القدم.نت (الإنجليزية)